# Arrunte de Clusio
Arrunte de Clusio es un personaje muy probablemente legendario, asociado al episodio histórico del ataque a la ciudad etrusca de Clusio (ahora Chiusi) por los galos senones y sus aliados, bajo el liderazgo de Breno, antes de la toma de Roma por estos mismos galos en el (390 a. C.).

## Historia de Arrunte de Clusio
Dionisio de Halicarnaso cuenta el episodio de forma algo romántica. También se encuentra, un poco menos detallado, en Tito Livio, donde narra que un hombre de Clusio, invitó a los galos a cruzar los Alpes hacia Italia.
Con Plutarco, la historia de Arrunte no está vinculada a Clusio sino a los movimientos de los pueblos galos hacia el norte de Italia antes del siglo IV a. C.
Arrunte era el tutor de un joven aristócrata de Clusio, llamado Lucumón, que llegó a seducir a la esposa de Arrunte. Arrunte, como no podía enfrentarse directamente a Lucumón, que pertenecía a una de las grandes familias de la ciudad, enfocó su ira contra su propia ciudad. Decidió llamar a los galos en busca de venganza. Se desplazó a la Galia con vino —y también, según Dionisio de Halicarnaso, con aceite de oliva e higos— y dice la leyenda, que como los galos no conocían el vino, al descubrir los placeres que proporcionaban las mercancías que había llevado Arrunte, decidieron invadir Italia. Arrunte les guio a través de los Alpes y los condujo a Clusio.

## Interpretación
Los historiadores modernos no creen en el carácter histórico de esta leyenda, por lo que su interpretación, solo pretende explicar cómo se construyó y cuál es su significado. Algunos historiadores piensan que este episodio da cuenta de los conflictos políticos internos en la ciudad de Clusio, durante los que, una de las partes involucradas habría llamado a los galos, quizás mercenarios. Otros, consideran que este es un motivo más general, quizás vinculado a la historia del comercio transalpino en general, y del vino en particular, que no se habría dado en Clusio hasta muy tardíamente. Entre los primeros, Jacques Heurgon y Jean Gagé ven una historia que se desarrolló en el medio etrusco, de donde habría saltado a la analística romana. Sin embargo, la mayoría de los historiadores la consideran una construcción romana, como el caso de Andreas Alföldi, que cree que se corresponde con el estilo del analista Fabio Píctor.
Muchos historiadores de la Antigüedad que han abordado los acontecimientos que llevaron a la toma de Roma por los galos han tratado de explicar por qué cruzaron los Alpes. Solo tres de ellos mencionan a Arrunte. Livio, además, no da mucho crédito a esta tradición, sin rechazarla por completo, y narra que los galos que atacaron Clusio eran principalmente senones, ya asentados desde hace mucho tiempo en Italia. Según Polibio, fueron las bellezas del país (τὸ ϰάλλος τῆς χώρας) las que atrajeron a los galos a Italia, mientras que, para Apiano, fue un problema de superpoblación (διὰ τὸ πλῆθος) en la Galia. Justino atribuye la migración a las luchas internas entre los galos y Diodoro Sículo, sin explicar el origen de la invasión, dice que los senones atacaron Clusio porque no podían soportar el clima, demasiado caluroso en la región donde se asentaron después de su llegada a Italia. Finalmente, Plinio el Viejo da una explicación sobre la expansión gala en Italia, que retoma el tema de los gustos por las producciones mediterráneas, asociándolo a una historia, diferente a la de Arrunte, pero que presenta algunos rasgos comunes: en este caso, un helvecio llamado Helicón, que establecido como herrero en Roma, habría regresado a casa llevando higos secos, uvas y qué hacer con el aceite y el vino, lo que habría llevado a sus compatriotas a lanzarse a una guerra para obtener estas mercancías.